# Угон Let L-200 в Турцию
27 октября 1970 года двое пассажиров советского легкомоторного самолёта Let L-200 Morava, выполнявшего пассажирский рейс из Керчи в Краснодар, перехватили управление и направили самолёт в Турцию, успешно приземлившись на аэродроме «Синоп». Это второй успешный угон пассажирского самолёта из Советского Союза, который произошёл спустя всего 12 дней после первого. При этом он считается одним из самых бессмысленных угонов, поскольку через год оба захватчика добровольно вернулись в СССР, где были арестованы и приговорены к тюремным срокам.

## Угонщики
Угонщиками были двоюродные братья: 21-летний студент 3-го курса Крымского медицинского института Николай Фёдорович Гилев (1949 г.р.) и 20-летний студент керченского филиала Севастопольского приборостроительного института Виталий М. Поздеев (1950 г.р.) (в отдельных источниках — 20 и 25 лет соответственно, в публикациях самиздата со ссылкой на советские источники сообщалось, что угонщики были «курсантами лётной школы»). Оба они принадлежали к среднему классу, имели радиоприёмник, магнитофон и даже мотоцикл, но в поисках лучшей жизни приняли решение сбежать из Советского Союза на Запад.
Однако из-за «железного занавеса» выехать по туристической путёвке из страны студентам никто не разрешил. Братья решили сбежать на корабле. Гилев несколько раз пытался попасть в состав океанографических экспедиций, но безуспешно. Осенью 1969 года Поздеев пробрался на круизный лайнер «Армения», но во время плавания у него началась морская болезнь, что вынудило его сойти в Одессе. Позже Виталий с Николаем проникли на лайнер «Украина», спрятавшись в ящике для плавсредств, но один из матросов обнаружил их, план был сорван. Разочаровавшись в идее побега по воде, братья обратили внимание на авиацию, хотя на то время ещё не было ни одного успешного угона советского самолёта за пределы страны.
В те годы между Крымом и Краснодарским краем через Керченский пролив совершалось большое число рейсов, причём выполняли их небольшие самолёты, рассчитанные всего на несколько пассажиров, а стоимость билета была в пределах 4—6 рублей, то есть достаточно доступной. Изначально это были Ae-45S и Ae-145 чехословацкой фирмы Aero, но они отличались слабым шасси, поэтому в начале 1960-х годов на смену пришли самолёты L-200 «Морава» другой чехословацкой фирмы — Let Kunovice. Этот лёгкий двухмоторный самолёт был довольно прост в управлении, а приобретя дополнительно один—два билета, угонщики оказались бы один на один с пилотом, имея при этом численное преимущество. Требовалось только научиться управлять летательным аппаратом и разбираться в навигационных приборах, для чего весной 1970 года Николай Гилев поступил на курсы пилотов ДОСААФ в Севастополе, тем самым получив к осени навыки самолётовождения. Также несколько раз они летали по маршруту Керчь—Краснодар, чтобы изучить обстановку и проработать детали.

## Угон
15 октября 1970 года иностранные средства массовой информации распространили громкую новость — 45-летний литовец Пранас Бразинскас вместе с сыном Альгирдасом впервые в истории осуществили успешный угон пассажирского самолёта из СССР на Запад, при этом в ходе захвата экипаж получил ранения, погибла стюардесса Надежда Курченко. После этой новости Гилев и Поздеев поняли, что на советских авиалиниях будет повышена безопасность, в том числе усилены проверки в аэропортах, но это будет внедрено с некоторой задержкой, а потому план побега необходимо реализовать как можно скорее.
Датой угона студенты выбрали 27 октября. На эту дату они под своими именами приобрели два билета, а также дополнительно ещё один билет на несуществующего пассажира с ребёнком. Однако когда в Керченском аэропорту по этим билетам зарегистрировались только два человека, билет на тот же рейс купил ещё один человек, спешивший в Краснодар — 20-летний уральский строитель Юрий Дербенёв (по другим данным — Александр Дербенёв, либо Дергилев). Самолётом, выполнявшим этот рейс, в тот день был L-200A «Морава» с бортовым номером СССР-34401 из 1-го Краснодарского объединённого авиаотряда Северо-Кавказского управления гражданской авиации, а пилотом — 49-летний Алексей Васильевич Минченко. У захватчиков с собой были нож, верёвки и почтовый брезентовый мешок с металлической рамкой на горловине, но третий пассажир совсем не входил в их планы, поэтому пришлось импровизировать.
В самолёте Гилев и Поздеев сели на задний ряд, тогда как Дербенёв находился на переднем рядом с пилотом. Во второй половине дня «Морава» вылетела из аэропорта и набрала высоту над заливом, когда угонщики, пригрозив пилоту муляжом оружия (игрушечным пистолетом, либо деревянным муляжом гранаты), набросились на Дербенёва и Минченко, скрутив верёвками первого, а второму накинули на голову мешок и, затянув шнурок на горловине, оттащили с кресла. Самолёт стал быстро терять высоту, но занявший место за штурвалом Гилев сумел его выровнять и направить на юг в сторону Турции. В Краснодаре при этом поначалу не знали о случившемся, так как пассажиров никто не встречал; когда же коллеги пилота забеспокоились, что тот значительно задерживается с прибытием, борт 34401 уже пересёк границу СССР, следуя над нейтральными водами.
Спустя три часа полёта впереди показался берег, но к тому времени уже начались сумерки, тогда как Николай Гилев опыта ночных полётов не имел, поэтому пилота освободили, и, объяснив, что топлива на борту почти не осталось, приказали посадить самолёт на территории Турции. Вскоре была замечена взлётно-посадочная полоса, на которую «Морава» и приземлилась, при этом из-за нехватки топлива остановился правый двигатель. После того как L-200A остановился, к нему вскоре подъехала машина с военными. Гилев и Поздеев вышли к ней навстречу, но Минченко и Дербенёв покидать самолёт не стали, заявив, что отказываются вести переговоры без советских представителей, а самолёт является территорией СССР. Из беседы с военными захватчики узнали, что они приземлились на американской авиабазе близ Синопа — той самой, где 12 днями ранее приземлился захваченный Бразинскасами сухумский Ан-24 (согласно большинству источников, Ан-24 приземлился в Трабзоне).

## В Турции

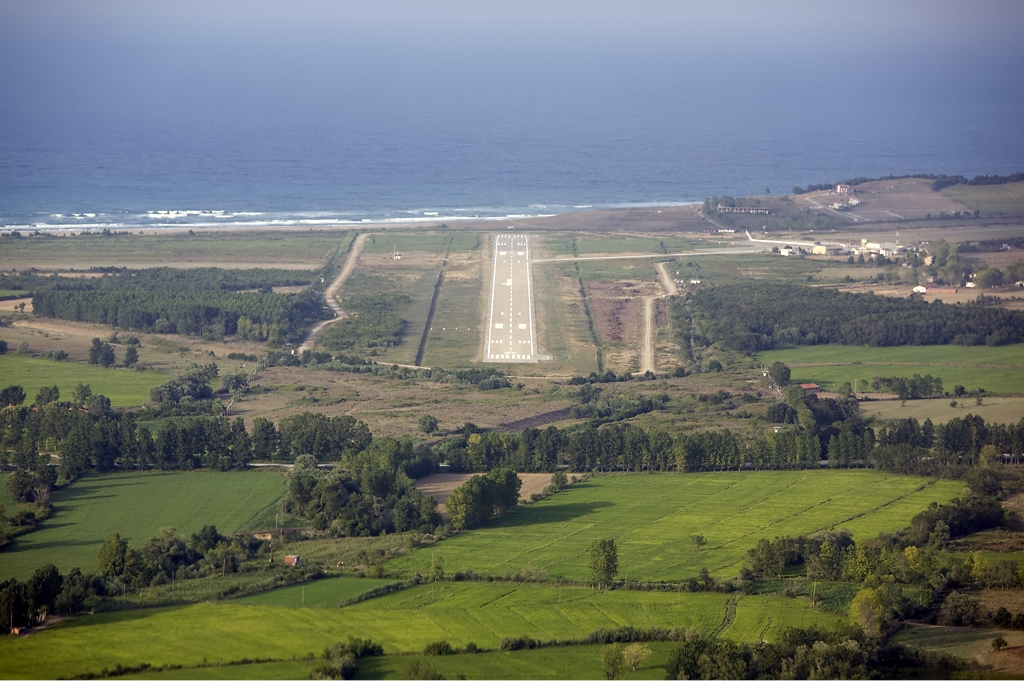
Синопский аэродром

Поначалу СМИ ошибочно посчитали, что инициатором побега стал пилот, что не только затруднило дальнейшее расследование, но и стало моральным потрясением для настоящих угонщиков, которые были уверены, что их будут встречать как героев. Турецкие власти полагали, что Гилев и Поздеев являются агентами советских спецслужб, целью которых было убийство обоих Бразинскасов в качестве акта возмездия. Когда после двух месяцев допросов было установлено, что братья действительно являются перебежчиками, их поместили в лагерь беженцев в Леванте (район Стамбула).

### Возвращение самолёта
Для возврата самолёта был выделен Ил-14П борт СССР-41867 из Волгоградского объединённого авиаотряда, в состав экипажа которого вошли командир (КВС) Г. И. Концевой, второй пилот Н. Сазыкин, штурман Б. П. Загребенный, бортрадист Н. Я. Екимцов и бортинженер А. А. Белянин. Из Волгограда Ил-14 направился в Ростов-на-Дону, где на борт сел А. А. Востриков, знавший английский язык, а затем была произведена посадка в Краснодаре, где в самолёт сели пилот Валентин Ф. Мозговой и начальник ОТК Краснодарской авиатехнической базы Николай В. Бердников; Мозговой должен был перегнать борт 34401, а Бердников — проверить техническое состояние самолёта перед полётом. Также в Ил-14 дополнительно загрузили по бочке авиационного топлива и масла.
К вылету в Турцию борт 41867 был готов 8 ноября, но из-за разных бюрократических процедур, в том числе инструктажей и прививок от болезней, он смог вылететь из Симферопольского аэропорта только 13 ноября. У турецких территориальных вод советский самолёт был встречен истребителем турецких ВВС, который провёл его до Синопского аэродрома. Однако когда военный самолёт стал показывать схему захода на посадку, советский экипаж понял, что в этом случае они будут садиться с попутным ветром, что грозит выкатыванием с полосы и разрушением самолёта, поэтому заход на посадку был прерван, после чего Ил-14 приземлился с противоположной стороны со встречным ветром; аналогично выполнил посадку и турецкий истребитель.
В Синопе инженер осмотрел борт 34401 и не нашёл никаких визуальных изъянов, лишь обнаружил в салоне упаковку от фотоплёнки — вероятно, самолёт фотографировали изнутри сотрудники турецких или американских спецслужб. Пилот Минченко и пассажир Дербенёв с угнанного самолёта стали пассажирами Ил-14, пилотом L-200 стал Мозговой, который летел вместе с Бердниковым. После заправки «Ил» поднялся в воздух, а за ним взлетела и «Морава». Самолёты нормально проследовали над морем и вошли в советское воздушное пространство, когда после установления связи с Симферопольским центром управления воздушным движением получили указание занять более высокий эшелон. Самолёты начали набор высоты, как вдруг оба двигателя M-337 чехословацкого самолёта стали работать с перебоями. Поняв, что дальнейший подъём грозит остановкой моторов, тогда как полёт проходил над Чёрным морем, пилоты после обсуждения с диспетчером получили разрешение следовать на небольшой высоте, после занятия которой работа двигателей нормализовалась. После посадки в Симферополе был проведён более тщательный осмотр борта 34401, по результатам которого выяснилось, что кто-то специально подпортил анероидный механизм по насыщению топливной смеси, в результате чего был вдвое снижен ход пружин. При полёте на малой высоте кислорода в двигатели поступает достаточно для их нормальной работы, но на большей высоте количество кислорода снижается, что приводит к необходимости дополнительного обеднения смеси, в чём и заключается задача анероидного механизма. Однако в условиях ограничения хода, на больших высотах обеднение смеси было уже недостаточным для нормального функционирования двигателей, что и привело к сбоям в их работе.
Пилота Алексея Минченко несколько месяцев допрашивали сперва в Симферополе, затем в Москве, а потом и в Краснодаре. В итоге коллегия Министерства гражданской авиации во главе с министром Бугаевым пришла к мнению, что действия лётчика в возникшей ситуации были правильными, после чего Минченко был вновь допущен к лётной работе.

### Возвращение угонщиков
Николай Гилев и Виталий Поздеев не были экстрадированы в СССР, им было предоставлено политическое убежище, — турецкие власти заняли жёсткую позицию по этому вопросу, игнорируя угрозы и требования советской стороны, — но и перебраться на Запад угонщики не могли. Они подали запрос в американское посольство на предоставление визы в США, но этот вопрос затягивался, а беседы с военными специалистами показали, что перебежчики почти ничего не знают о советских военных объектах. Иностранные СМИ ограничились лишь небольшими сообщениями о побеге, не став брать интервью, а советские СМИ и вовсе умолчали об этом, так как на фоне произошедшего ранее побега литовцев публикации о новом удавшемся угоне могли вызвать резонанс в обществе. Интерес к крымским студентам быстро угас, а сами они были поселены в бараках в лагере для беженцев.
Спустя полгода после побега стали приходить письма от родных, те просили перебежчиков вернуться на родину, убеждая, что им всё простят. Также с бывшими студентами беседовал и советский журналист Валентин Зорин, который уверял, что их якобы восстановят в институтах и даже дадут по отдельной квартире (это оказалось блефом, их не восстановили в институтах и квартир тоже не дали). Уставшие от жизни в бараках братья Виталий и Николай в итоге приняли решение вернуться в Советский Союз, хотя турецкие власти предупреждали их о наиболее вероятных последствиях такого шага. Также, по некоторым данным, им даже был отправлен ответ из американского посольства о предоставлении визы в течение двух недель, но Гилев и Поздеев уже были непреклонны. 20 декабря 1971 года они вместе с советскими и турецкими представителями перешли советско-турецкую границу близ посёлка Сарпи (Аджарская АССР), а утром следующего дня в Батуми сели на самолёт, на котором прибыли в Москву. Прямо в аэропорту им предъявили обвинение в измене Родине и арестовали, после чего доставили в СИЗО Лефортово.

## Суд
В сентябре 1972 года в Керчи состоялся открытый судебный процесс над угонщиками, при этом в качестве свидетеля на нём выступал пилот угнанного самолёта Алексей Минченко. Гилев покаялся на следствии и на суде, тогда как Поздеев заявил, что по-прежнему является противником советского строя и сожалеет о возвращении. В итоге Коллегия по уголовным делам Верховного суда Украинской ССР, посчитав добровольное возвращение угонщиков на родину смягчающим обстоятельством, вынесла приговор Николаю Гилеву и Виталию Поздееву, согласно которому они получили 10 и 12 лет тюрьмы соответственно.
Гилев отбывал свой срок в Мордовских политлагерях и лагере Пермь-37, при этом сотрудничал с администрацией, за что в итоге был освобождён досрочно в 1978 году. После возвращения в Керчь женился, завёл семью и до пенсии проработал электриком в железнодорожном депо, где получил прозвище «Турецкий лётчик». Поздеев же отбывал срок в Пермской области, отсидев все 12 лет, после чего в 1984 году перебрался в Свердловск, где на тот момент уже проживали уехавшие из Керчи родные. О его дальнейшей жизни ничего неизвестно.

## Последствия

### Последствия для авиапарка самолётов Л-200
Let L-200 эксплуатировались в Краснодарском крае недолго, так как зима 1970—1971 года выдалась суровой, из-за чего возникли проблемы в работе двигателей M-337, поэтому самолёты перевели в Волгоградский авиаотряд, но и там по ним имелись замечания. В целом, эти двигатели были недостаточно надёжными в условиях СССР. Помимо этого, угон борта 34401 показал всю опасность эксплуатации в Советском Союзе лёгких самолётов на пассажирских маршрутах и самой идеи воздушного такси, так как пилот оказывался один против нескольких пассажиров, чем могли воспользоваться потенциальные угонщики. В результате в 1970-х годах эксплуатация легкомоторных самолётов, таких как Let L-200 и Як-12, на советских авиалиниях была прекращена.

### Последствия для гражданской авиации
Чтобы иметь возможность в дальнейшем при истребовании от зарубежных государств возвращения угонщиков воздушных судов опираться на акты международного права, 2 декабря 1970 года представители органов управления гражданской авиации и дипломаты СССР и США в Гааге договорились, что отныне любой угон гражданского воздушного судна не будет считаться актом политического протеста, а станет приравниваться к общеуголовному преступлению, поэтому угонщики не смогут претендовать на получение политического убежища и будут считаться рядовыми преступниками. Помимо американской и советской сторон, это соглашение было подписано правительственными делегатами 77 стран-участниц ИКАО.